# Eugen Wiskovský
Eugen Wiskovský (Dvůr Králové nad Labem, 20 settembre 1888 – Praga, 15 gennaio 1964) è stato un fotografo, insegnante e editore ceco.

## Biografia
Ha studiato filologia a Praga e a Ginevra poi dal 1912 ha insegnato al liceo ginnasio di Kolin, dove Jaromír Funke era un suo studente e con il quale strinse un rapporto di amicizia che continuò anche negli anni a venire. Si trasferì a Praga nel 1937 dove continuò ad insegnare. Come traduttore, tra gli altri, tradusse anche Freud.
L'interesse nei confronti della fotografia nacque molto presto. Attorno ai 15 anni iniziò a fotografare e continuerà per tutta la vita e, anche se resterà, per lui, soltanto un'attività tendenzialmente amatoriale, forse da collegare al suo lavoro di insegnante e, più tardi, di editore della rivista fotografica Fotografický obzor (con Josef Ehm e Jaromír Funke), in realtà sarà uno dei rappresentanti più originali e singolari della cosiddetta Nuova Oggettività e Costruttivismo ceco negli anni Venti, alle cui teorie era stato introdotto proprio da Jaromír Funke.
Wiskovský non ha avuto una grande produzione, ma si è concentrato su alcune tematiche, in particolare sugli oggetti - sosteneva che "più insolito è il contenuto, più insolita deve essere la rappresentazione" - e il paesaggio nei dintorni di Praga, al quale si sarebbe dedicato anni dopo anche Josef Sudek. Pure i suoi paesaggi sono stati ripresi in maniera del tutto singolare per l'epoca.
I soggetti prescelti delle sue opere non sono particolarmente originali, anzi sono talvolta oggetti banali, privi di valore estetico, ma assumono valore metaforico e alto livello di produzione artistica grazie alle idee, alla mestria, alla luce e agli effetti di forte insensità emotiva che riusciva ad ottenere.
Sue foto fanno parte delle collezioni del Museo d'arte moderna Grand-Duc Jean (MUDAM), Lussemburgo. Viene regolarmente esposto in varie mostre dagli Stati Uniti alla Germania, dalla Spagna alla Polonia. L'ultima mostra è stata realizzata a Colonia nel 2020.
La galleria Kowasa di Barcellona nel 2008 e 2009 ha allestito una mostra con cui ha voluto rendere omaggio ai tre autori che maggiormente hanno rappresentato il modernismo e l'avanguardia ceca (1920-1960): Jaroslav Rössler, Eugen Wiskovský e Jaromír Funke, curata dalla Prague House of Photography.